# Heidi, fetița munților

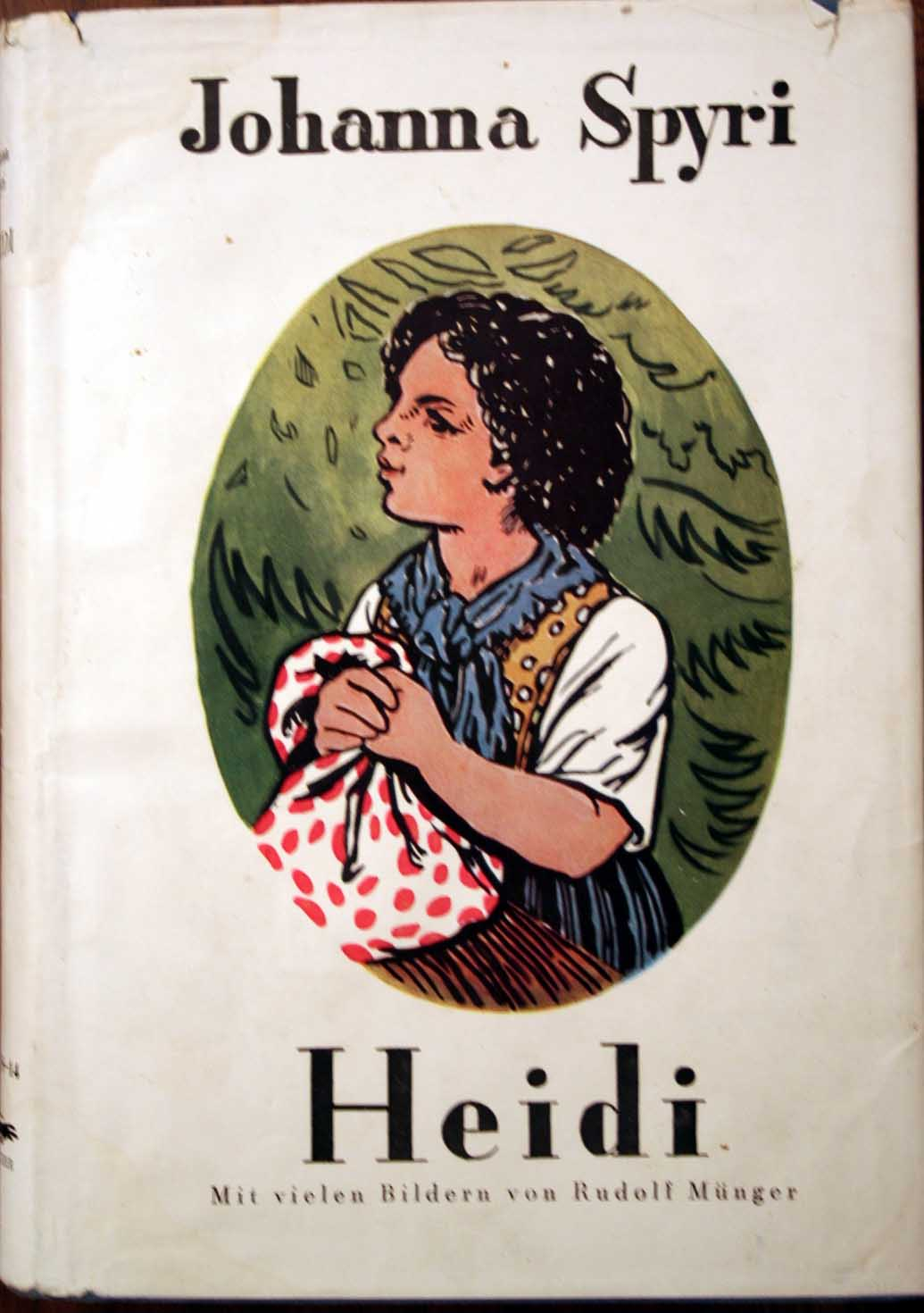

Heidi, fetița munților este o carte a scriitoarei elvețiene Johanna Spyri. Cartea a fost publicată în 1880 și are două părți, cuprinzând următoarele capitole:

## Partea întâi
- Spre munții înalți
- La bunicul
- La pășune
- La bunica
- Doi oaspeți neașteptați
- Un nou capitol și alte întâmplări
- O zi furtunoasă pentru domnișoara Rottenmeier
- În casa Sessemann e zarvă multă
- Stapânul casei află niște lucruri nemaipomenite
- O bunică
- Heidi câștigă și pierde
- În casa Sessemann umblă strigoii
- O seară de vară la munte
- Când toate clopotele bat.

## Partea a doua
- Pregătiri de călătorie
- La cabană sosește un singur oaspete
- Răsplata
- Iarna la Dorfli
- Sosesc prietenii
- Viața la munte merge înainte
- O minune la care nimeni nu se așteaptă
- Se despart, dar își spun "la revedere".

## Rezumat
Heidi este o fetiță orfană în vârstă de cinci ani. De la vârsta de un an este crescută de mătușa ei, Dete. Dar acum aceasta și-a găsit un loc de muncă și este nevoită să o lase pe Heidi în grija bunicului ei care locuiește retras, într-o cabană în Alpii Elvețieni, aproape de orașul Dorfli. Bătrânul este ostil la ideea de a avea grijă de Heidi, dar cu timpul, ajunge să o îndrăgească. Heidi duce o viață frumoasă sus în munți. Se împrietenește cu Peter, păstorul de capre, dar și cu bunica oarbă a acestuia. Însă, după trei ani de la venirea ei, pe când avea opt ani, mătușa Dete se întoarce și o ia pe Heidi din munți pentru a o angaja la familia Sesseman din Frankfurt, Germania. Despărțirea este foarte dureroasă pentru Heidi și bunicul ei.  La Frankfurt, Heidi îi tine companie Clarei, o fetiță de 12 ani care nu poate merge. Atitudinea jovială a lui Heidi pare să îi îmbunătățească starea de sănătate a Clarei.  Însă, cu timpul, datorită atitudinii severe a guvernantei, a îngrădirii pe care o simte și a dorului de bunic și de munți, Heidi se îmbolnăvește. În cele din urmă, medicul Clarei o ajută pe Heidi să se întoarcă înapoi în munți, la bunicul ei. Revederea este plină de emoție și bucurie și Heidi își revine.  După un timp, starea de sănătate a Clarei se înrăutățește, iar medicul decide că o vizită în munți îi va prinde bine. Și, într-adevăr, efectele se văd rapid. Însă prietenia dintre cele două fete stârnește gelozia lui Peter care împinge căruțul Clarei într-o prăpastie. Neavând încotro, Clara este forțată să-și folosească picioarele și reușește să se ridice și să meargă, spre mare surprindere și bucurie a tatălui ei. Drept răsplată, familia Clarei se angajează ca pe viitor, oricând va fi nevoie, să-i ofere tot sprijinul lui Heidi.